# Mehmed-beg Karađoz
Hadži Mehmed-beg Karađoz (Potoci, Bijelo polje – Mostar, oko 1564.), najveći zadužbinar (vakif) Mostara i cijele Hercegovine.

## Životopis
Rodio se u Potocima u Bijelom polju. Narod ga je nazvao karađoz (crnook) zbog naočitosti. 
Braća su bili kapudan-paša i heregovački namjesnik Sinan-paša Hrvat, veliki vezir Rustem-paša Hrvat, jedan brat je podigao džamiju u Sarajevu, gdje im je živjela sestra. Po bratu Rustem-paši znamo da je Hrvat iz katoličke obitelji s korijenima u Skradinu, odakle je Rustem otet. Mehmed je imao trojicu sinova: Muhameda, Jusufa i Sulejmana.
Mehmedov vakuf je velik. U Mostaru je dao podići džamiju pod kupolom i uz nju mekteb, medresu, knjižnicu, imaret i musafirhanu, česmu i šadrvan pred džamijom, te han. U Potocima je podigao mesdžid, mekteb, han te mali kameni mostić kod džamije. U Konjicu je podigao mekteb, han i most. U Blagaju je podigao most i hamam. Dva je mosta podigao na Lištici. U Čičevu (općina Konjic) je podigao han.
Za izdržavanje je oporučno ostavio 42 trgovačka dućana u mostarskoj čaršiji, 16 tabhana blizu imareta u kojima posluju kožari (tabaci), šest mlinica i dvije stupe za valjanje sukna u Knešpolju u nahiji Blatu, osam mlinica i dvije stupe na izvoru Bune, nešto zemljišta u Mostaru i Knešpolju te 300 000 osmanskih dirhema u gotovini.
Umro je u Mostaru oko 1564. godine. Vjerojatno je pokopan u groblju pokraj svoje džamije.
Od vakufa je 1889. godine ostalo, odnosno u posjedu je imao 27 1/2 dućana, 10 magaza, jednu pekarnica i pet grobalja.